# Catedral de la Sagrada Familia (Saskatoon)
La Catedral de la Sagrada Familia (en inglés: Holy Family Cathedral) es una catedral católica en el barrio de University Heights en el Centro de Saskatoon, Saskatchewan, Canadá. La catedral está situada en un terreno adyacente a la St. Joseph High School.
La catedral de San Pablo había alcanzado sus límites físicos, lo que hizo necesario que la diócesis de Saskatoon construyera la catedral de la Sagrada Familia. La construcción de 65.000 pies cuadrados (6.000 m²) comenzó en 2010 y se abrió el 18 de diciembre de 2011. 
El espacio de culto principal con capacidad para 1.200 fieles tiene la posibilidad de utilizar un área de desbordamiento para un total de 2.000 personas. El edificio sirve como iglesia parroquial, catedral diocesana, residencia privada, espacio para reuniones, edificio de oficinas, biblioteca, almacenamiento de archivos, sala de banquetes y un centro comunitario.